# Chronicon Salernitanum
Chronicon Salernitanum (slovensko Salernska kronika) je kronika langobardskih kneževin Salerno in Benevento v južni Italiji, ki jo je okrog leta 987 napisal neznan menih iz benediktinskega samostana  v Salernu. Nekateri viri omenjajo, da je Kroniko okrog leta 990 (ali 974) napisal opat Radoald Salernski.
Kronika dokaj obsežno opisuje zgodovino južnih italijanskih langobardskih kneževin v 9. stoletju, za kasnejše obdobje pa je bolj skromna. Novejše raziskave so pokazale, da je zelo zanesljiva, kar pomeni, da je bila napisana na podlagi nekaj dobrih virov. 
V kroniko je vključena tudi pripoved o bizantinski patriarhinji, ki bi lahko bila zgled za legendo o papežinji Ivani.
Kronika se prekine leta 974 z opisom obleganja Salerna s strani beneventskega princa, Pandolfa Železnoglavega (Testadiferro), ki je prišel z vojsko pred mesto, da bi premagal in kaznoval uzurpatorje Salernskega princa Gisulfa. Drugi zgodovinski viri potrjujejo, da je Testadiferro spet postavil Gisulfa na prestol in mu celo sledil na oblasti okoli leta 978, ko je Gisulfo umrl brez potomstva. O usodi kronike in njenega anonimnega pisca ni podatkov. Prvič se kronika pojavi v rokopisu Codex Vaticanus latinus 5001 iz časa okoli leta 1300. Nanjo se sklicuje tudi Georg Heinrich Pertz v seriji knjig Monumenta Germaniae Historica, ki izhaja od leta 1826 dalje.